# La Glacerie
La Glacerie ist eine Ortschaft und eine Commune déléguée in der französischen Gemeinde Cherbourg-en-Cotentin mit 5.882 Einwohnern (Stand 1. Januar 2022) im Département Manche in der Region Normandie. Die Einwohner nennen sich  Glacériens. 

## Geografie
Die Gemeinde liegt südöstlich von Cherbourg. La Glacerie wird von den Flüsschen Divette und Trottebec (-bec bedeutet Fluss vgl. dt. Bach) durchflossen. Neben der ehemaligen RN13-Straße, die steil nach Cherbourg hinunterführt, ist die Gemeinde städtisch geprägt, während sie im Village de la Verrerie, früher Village de l’Église, nichts von ihrem ursprünglich ländlichen Charakter eingebüßt hat.
Mit 18,70 km² handelte es sich um die größte Gemeinde des Kantons Tourlaville.
Von der Verkehrsanbindung her wird La Glacerie von der vom Département Manche mit der (Manéo) Linie 001 Cherbourg – Valognes – Carentan – Saint-Lô betrieben.
Angrenzende Gemeinden sind:
- Cherbourg
- Tourlaville
- Digosville
- Martinvast
- Le Mesnil-au-Val
- Tollevast
- Brix

## Toponymie
Bedeutet auf Deutsch in etwa Glashütte.

## Geschichte
La Glacerie entstand erst, als eine Glashütte im  18. Jahrhundert gebaut wurde. Früher befand sich auf dem Gebiet nur der Wald Forêt de Brix.
Richard Lucas de Néhou, der Eigentümer der Glashütte 1655, wusste das geschlagene Holz zu verwerten. Er baute eine Glasfabrik im Trottebec-Tal. Er belieferte u. a. das Versailler Schloss im Rahmen der „Manufacture royale de glaces de miroirs“. Ein Weiler namens Village des Verriers entstand rund um die Fabrik. Die Glasfabrik wurde im Jahre 1834 stillgelegt. Während eines alliierten Bombardements 1944 wurden die Gebäude der Fabrik vollständig zerstört. Nur die Kapelle blieb verschont und später in eine Unterkunft umgewandelt.
1901 gab Tourlaville einen Teil seines Gebietes ab, so dass die Gemeinde La Glacerie entstand. Henri Menut, ehemaliger Bürgermeister von Tourlaville, wurde in dem Ort später selbst Bürgermeister, und gründete ein Glasmuseum. Zum 1. Januar 2016 wurde die Gemeinde mit weiteren Gemeinden zur Gemeinde Cherbourg-en-Cotentin zusammengefasst.

## Wirtschaft
Einer der wichtigsten Haupterwerbsquellen ist die Einkaufszone "La Banque à Genêts".
Cotentin mit dem Hypermarkt Auchan.
In la Glacerie wurde in einem Steinbruch Schiefer gewonnen. Ein ehemaliger Steinbruch befindet sich im Hameau Truffert. Dort wurde Schiefer aus dem Kambrium am Ufer des Trottebec gebrochen, ungefähr 1200 m nördlich der Kirche von La Glacerie. Die Gemeinde liegt im armorikanischen Massiv. Die typischen Häuser in Cherbourg haben meist verkleidete Fassaden aus Schiefer.

## Sehenswürdigkeiten
- Village de la Verrerie: Dorf der Glasarbeiter
- Museum von La Glacerie in einem renovierten Bauernhof des 19. Jahrhunderts
- Kirche Notre-Dame 20. Jahrhundert
- Kapelle Saint-Michel (1963)
- Gutshaus la Fieffe (17. Jahrhundert), wurde in die Liste der historischen Denkmäler aufgenommen[4]
- Schloss Roches (1871)
- Gutshaus la Roche au Chat
- Musée de La Glacerie in einem renovierten Bauernhof des 19. Jahrhunderts
- Kirche Notre-Dame (20. Jahrhundert)
- Kapelle Saint-Michel (1963)
- Gutshaus La Fieffe (17. Jahrhundert)[6]
- Schloss Roches (1871)
- Gutshaus La Roche au Chat

Die Cherbourger Rennpferdebahn befindet sich in La Glacerie, ebenso der örtliche Golfplatz.

## Persönlichkeiten
- Richard Lucas, sieur de Néhou: 1655 gründete er die Glashütte von La Glacerie.
- Marie-Ernestine Serret war eine Malerin, die am 12. September 1812 in Paris geboren wurde und 1884 starb. Sie wurde in La Glacerie begraben. Ihr Bruder Joseph Serret war ein Mathematiker, der sich mit den Frenet’schen Formeln zur Weiterentwicklung der Differenzialgeometrie beigetragen hatte.
- Hélène-Renée Cabart-Danneville (1891-1974), eine Malerin, ihre Gemälde zeigen eine Verbundenheit zu ihrer Heimat La Glacerie.